# Ruth Ellis
Ruth Ellis nata Neilson (Rhyl, 9 ottobre 1926 – Londra, 13 luglio 1955) è nota per essere l'ultima donna giustiziata nel Regno Unito.
Entraîneuse in un locale notturno e madre di due figli, fu coinvolta in una relazione con David Blakely, terminata con l'uccisione di quest'ultimo da parte sua. Giudicata colpevole, fu condannata a morte e, nonostante molti appelli pubblici per la commutazione della pena capitale in una detentiva, la donna fu impiccata nel 1955 a 28 anni.
La morte di Ruth Ellis rinvigorì il dibattito sulla pena di morte nel Regno Unito. Un primo riscontro a tale presa di posizione dell'opinione pubblica consisté nella cessazione di fatto delle sentenze capitali. Le due successive esecuzioni, le ultime nel Paese, avvennero nel 1964 contro due uomini ritenuti responsabili di omicidio. Nel 1965 la pena di morte fu abolita.
Alla vicenda di Ruth Ellis è ispirato il film del 1985 di Mike Newell Ballando con uno sconosciuto.

## Antefatti
Ruth nacque a Rhyl con il cognome Neilson; era figlia di Bertha, una rifugiata belga, e di Arthur Hornby, un violoncellista di Manchester.  Era la terza di sei figli. Nel 1941 si trasferì a Londra. Nel 1944 rimase incinta da una relazione con un soldato canadese. Poco dopo nacque Clare Andrea Neilson. Ruth divenne ballerina di locali notturni. Al Court Club incontrò il dentista George Ellis, che sposò nel novembre 1950. Dal rapporto con quest'ultimo, Ruth diede alla luce Georgina, che però Ellis si rifiutò di riconoscere. La coppia si separò, così Ruth tornò a fare la ballerina nei locali notturni. Al Little Club incontrò David Blakely nel 1953. David e Ruth convissero per un certo periodo nell'appartamento di lei, che si trovava sopra al locale. La relazione tra i due  fu tormentata: David era un uomo violento. Inoltre era geloso di Ruth, poiché aveva relazioni con altri uomini, tra cui Desmond Cussens.

## Il delitto
David si rifiutò di vedere Ruth il 10 aprile 1955. Ruth pensò che David avesse un'altra relazione e persuase Desmond di accompagnarla al Magdala Public House di Hampstead dove si trovava David con gli amici motociclisti. Quando David uscì alle ore 9:30 della sera, Ruth lo chiamò, ma lui la ignorò. Ruth sparò un primo colpo con un revolver Smith&Wesson, poi lo seguì per sparare un secondo colpo. Quando David era agonizzante a terra, Ruth gli sparò altri quattro colpi. Uno di questi proiettili ferì anche una passante. Gli avventori del locale uscirono immediatamente per vedere cosa era successo. Ruth venne arrestata da un poliziotto che era fuori servizio e portata alla Hampstead Station, dove apparve calma e non sotto l'influenza di droghe o di alcool. Ruth confessò immediatamente il delitto.

## Il processo
Ruth fu subito sentita da un magistrato il Lunedì dell'Angelo. Venne poi trasferita all'HM Prison Holloway  dove venne visitata da alcuni medici, i quali non trovarono alcun segno di pazzia.
Il processo iniziò il 20 giugno 1955 all'Old Bailey No. 1 Court. Pubblico ministero era Christmas Humpries, assistito da Mervyn Griffith Jones e da Jean Southworth. La difesa era affidata a Aubrey Melford Stevenson, assistito da Sebag Shaw e Peter Rawlinson. Il giorno del processo Ruth si vestì elegantemente.
Ruth si dichiarò non colpevole, sperando che venisse assolta e accusò i fratelli Findlater, gli amici di David, di cospirare contro lei.
Quindi il pubblico ministero chiese a Ruth: "Mrs Ellis, quando sparò col suo revolver così vicino al corpo di David Blakely, cosa intendeva fare?", lei rispose: "Ovvio che quando gli sparai volevo ucciderlo". Questa dichiarazione fu una tacita ammissione di omicidio intenzionale. Dopo una ventina di minuti, il jury dichiarò Ruth colpevole e venne condannata a morte. Ascoltando la sentenza, Ruth restò impassibile. Subito dopo venne portata nella Condemned Suite della HM Prison Holloway, dove veniva costantemente controllata da due guardiane.

## L'esecuzione
Durante il soggiorno nella Condemned Suite a Holloeay, durato poco più di tre settimane, Ruth poté ricevere le visite della sua famiglia, dei suoi amici nonché del vescovo di Stepney.
La grazia venne rifiutata, nonostante la forte pressione pubblica. L'esecuzione venne fissata per l'11 luglio. Furono fatti ancora tentativi per salvare Ruth, ma senza successo. Il giorno precedente all'esecuzione, i genitori, il fratello e gli avvocati Leo Simmons e Victor Mishcon visitarono Ruth, trovandola calma.
I preparativi per l'esecuzione iniziarono già il giorno precedente. L'esecuzione era fissata per le 9:00. Ruth scrisse una lettera alla madre di David e una a Leo Simmons. Le venne dato del brandy per calmare i nervi. Inoltre ricevette la visita del reverendo John Williams.
Alle 8:55 arrivò una telefonata, poi rivelatasi falsa, che annunciava che l'Home Secretary aveva graziato la donna. Alle 9:01 Albert Pierrepoint entrò nella cella di Ruth e le legò le braccia dietro la schiena. Ruth venne portata nella stanza del supplizio da Pierrepoint e da un guardiano della Petonville Prison. Durante il tragitto Ruth non disse nulla. Arrivata nella "trappola", Ruth venne legata ai piedi da un assistente di Pierrepoint; le venne messo il cappuccio bianco sulla testa e il cappio intorno al collo. Dopo tutta questa cerimonia, Pierrepoint alzò la leva per l'esecuzione. L'esecuzione durò poco più di una decina di secondi.
Nel frattempo circa un migliaio di persone si erano radunate nei pressi della prigione. Alle 9:18 venne affissa, sulla porta del penitenziario, la "notizia" dell'esecuzione di Ruth Ellis. Subito dopo la folla si disperse.

## Cultura di massa
Nel 1985 il regista britannico Mike Newell diresse Ballando con uno sconosciuto, film interpretato da Miranda Richardson e Rupert Everett. Il film vinse premi al miglior giovane regista e alla migliore attrice protagonista al Festival di Cannes 1985.